# Naissance en 964
Naissance
- 960
- 961
- 962
- 963
- 964
- 965
- 966
- 967
- 968

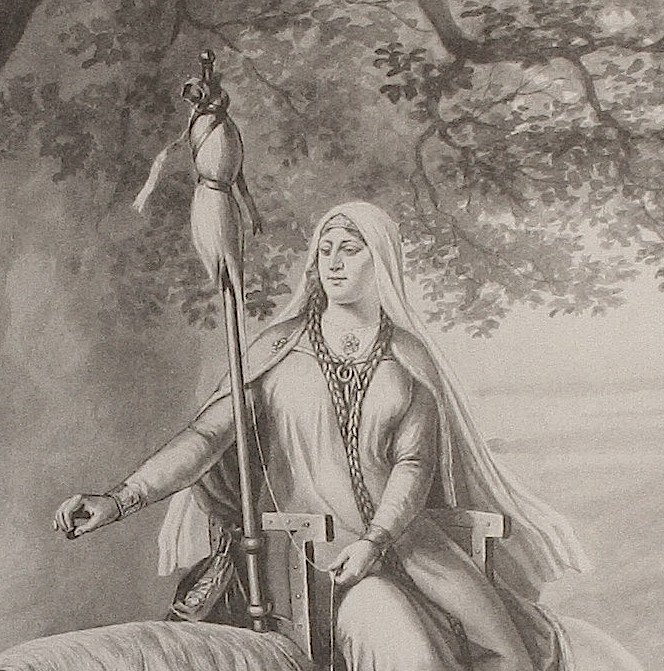
Berthe de Bourgogne née en 964.

Cette page dresse une liste de personnalités nées au cours de l'année 964 :
- Heonae (en), reine consort du roi Gyeongjong.
- Liu Wenzhi (en), ministre de la dynastie Song.

date incertaine (vers 964)
- Adalbéron II de Verdun, ou Adalbéron II d'Ardennes, évêque de Verdun.
- Berthe de Bourgogne, reine de France.

## Crédit d'auteurs
- Cet article est partiellement ou en totalité issu de l'article intitulé « 964 » (voir la liste des auteurs).